# Elecciones parlamentarias de Lituania de 1996
Las elecciones parlamentarias se celebraron en Lituania en dos etapas. La primera vuelta se llevó a cabo el 20 de octubre y la segunda vuelta el 10 de noviembre de 1996. Los 141 escaños del Seimas se renovaron para las elecciones; 70 basados en la representación proporcional por listas y 71 en circunscripciones uninominales. Cuando ninguno de los candidatos de las circunscripciones uninominales obtuvo más del 50% de los votos el 20 de octubre, se realizó una segunda vuelta el 10 de noviembre.
La primera vuelta de las elecciones se celebró simultáneamente con un referéndum para enmendar los artículos 55, 57 y 131 de la constitución, y un referéndum sobre el uso de los ingresos de la privatización. La segunda ronda se celebró simultáneamente con un referéndum para enmendar el artículo 47 de la constitución.
Debido a una baja participación, ninguna de las preguntas del referéndum logró obtener la aprobación de al menos el 50% de los votantes registrados.
El resultado fue una victoria para la Unión de la Patria - Conservadores Lituanos (TS-LKD), que obtuvo 70 escaños. Formaron una coalición con el segundo partido demócrata cristiano lituano. La Unión Nacional se benefició de la insatisfacción con el gobernante Partido Democrático Laborista de Lituania (LDDP), que no logró reactivar la economía y estuvo plagado de escándalos financieros. Gediminas Vagnorius fue designado posteriormente como Primer Ministro.

## Sistema electoral
En su decreto del 9 de abril de 1996, el Presidente de Lituania, Algirdas Brazauskas, fijó la fecha de las elecciones al Seimas para el 20 de octubre. Las elecciones se llevaron a cabo bajo un sistema electoral mixto, con 70 diputados elegidos en listas partidarias proporcionales y 71 diputados en circunscripciones uninominales. Las elecciones de segunda vuelta debían celebrarse el 10 de noviembre en los distritos electorales en los que ningún candidato obtuviera al menos el 50% de los votos emitidos.
En junio de 1994 se aprobó la Ley de Organizaciones y Partidos Políticos. Esta ley estableció la noción de que solo los partidos políticos (y las coaliciones que los componen) podían participar en las elecciones. Las organizaciones públicas (por ejemplo, la Asociación de Polacos en Lituania) tenían que convertirse en partidos políticos si querían participar en las elecciones.
En junio de 1996 se aumentó el umbral electoral para los 70 escaños proporcionales del 4% al 5%, se introdujo un nuevo umbral del 7% para las coaliciones electorales y se eliminó la excepción de las listas electorales de las minorías nacionales. Este cambio fue aprobado principalmente por los votos del Partido Laborista Democrático de Lituania (LDDP) y la Unión de la Patria (TS). El propósito combinado de los cambios fue reducir el número de pequeños partidos en el parlamento. Las elecciones también fueron las primeras en permitir a los votantes dar preferencia a los votos de los candidatos en las listas electorales, aunque su influencia fue limitada (ya que algunos partidos no habían permitido esta opción para sus listas). Este sistema permitía a los votantes emitir votos de preferencia tanto positivos como negativos (esta última opción permitía expresar la desaprobación de los candidatos).

## Campaña
Los principales contendientes en las elecciones fueron el gobernante Partido Laborista Democrático de Lituania (LDDP) y la Unión de la Patria (TS). El LDDP, dirigido por Česlovas Juršėnas, había evolucionado a partir del Partido Comunista de Lituania y ganó las elecciones de 1992 por un margen amplio. La Unión de la Patria (TS), dirigida por Vytautas Landsbergis, fue fundada en 1993 a partir de elementos del Movimiento Reformista Lituano (Sąjūdis), que comenzó como un movimiento de reforma que había liderado el impulso por la independencia de la Unión Soviética.
Las encuestas preelectorales sugerían una victoria de la oposición de derecha sobre el LDDP. El partido gobernante sufría como resultado de los continuos problemas económicos que estaban al frente del debate: la situación económica no estaba mejorando tan rápido como la gente esperaba. Los escándalos financieros, incluido uno que involucró al ex primer ministro Adolfas Šleževičius, también desempeñaron un papel importante. La oposición, por su parte, prometió mejoría y estabilidad en el ámbito interno y lucha contra la corrupción. Unión de la Patria (TS) aseguró el apoyo de los principales líderes empresariales antes de las elecciones: en octubre de 1996, Gediminas Vagnorius y Bronislovas Lubys, líderes de la Confederación de Industriales de Lituania firmaron un memorando, creando una alianza de la política y la industria. La Unión de la Patria (TS) también recibió apoyo y contribuciones financieras de empresas internacionales y de la diáspora lituana. Todos los partidos principales generalmente estuvieron de acuerdo en los objetivos de política exterior de afiliación con la OTAN y las instituciones europeas.
En total, 1.351 candidatos que representan a 28 partidos políticos compitieron por los 141 escaños en juego, mientras que 24 partidos compitieron por los escaños asignados proporcionalmente.

## Encuestas
| Fecha      | LDDP  | Sąjūdis | LKDP  | LSDP | LCS  | LLS  | TS-LKD | LMP  |
| ---------- | ----- | ------- | ----- | ---- | ---- | ---- | ------ | ---- |
| 1996/10/20 | 10.01 |         | 10.43 | 6.94 | 8.67 | 1.93 | 31.34  | 3.86 |
| 1996/09/30 | 18.4  |         | 14.3  | 4    | 16.1 | 3.5  | 22.6   | 9    |
| 1996/06/01 | 15.4  |         | 17.7  | 3    | 10.1 | 1.8  | 17.9   | 5.8  |
| 1996/01/30 | 14.4  |         | 22.3  |      | 10   |      | 18.2   | 8.5  |
| 1995/12/30 | 17    |         | 20.5  |      | 10.8 |      | 15.2   | 6.4  |
| 1995/09/26 | 10.6  |         | 13.5  |      | 10.1 |      | 15.3   |      |
| 1995/06/01 | 18.3  |         | 17.7  | 4.1  | 9.8  | 1.1  | 18.3   | 6.9  |
| 1995/04/01 | 21    |         | 16.2  | 5.3  | 4.8  | 3.5  | 21.3   |      |
| 1995/03/25 | 16.58 |         | 14.19 | 4.4  | 3.77 | 1.38 | 21.97  |      |
| 1995/02/28 | 26.7  |         | 32    | 7.2  | 9.8  |      | 14.2   |      |
| 1995/02/01 | 27.1  |         | 19.2  | 6.7  | 7.1  | 1.9  | 13.7   |      |
| 1994/12/01 | 27.9  |         | 20.2  | 6.9  | 10.5 | 3.6  | 19     |      |
| 1994/11/16 | 34.6  |         | 23.6  | 7.8  | 7.1  | 4.4  | 12.9   |      |
| 1994/10/01 | 38.9  |         | 21.4  | 6.9  | 7.1  | 1.8  | 14.7   |      |
| 1994/05/04 | 20.9  |         | 10.3  | 8    |      |      | 7.5    |      |
| 1994/05/01 | 40    | 7.6     | 17.5  | 5.9  | 4.3  | 2.4  | 15.6   |      |
| 1994/03/01 | 41.1  | 10      | 14.6  | 5.2  | 6.5  | 3.5  | 16.5   |      |
| 1993/12/01 | 44    | 3.9     | 14.1  | 7.7  | 9.5  | 2.1  | 14.3   |      |
| 1993/09/01 | 46.2  | 2       | 11.8  | 8.2  | 8.3  | 1.6  | 18.5   |      |
| 1993/06/01 | 50.8  | 4.4     | 11.8  | 7.4  | 6    | 1.9  | 14     |      |
| 1993/03/01 | 54.1  | 13.2    | 12.9  | 8.6  | 4.2  | 2.2  |        |      |
| 1992/11/30 | 47.5  | 16.3    | 16.7  | 7.5  | 5.2  | 1.9  |        |      |
| 1992/10/25 | 43.98 | 21.17   | 12.61 | 6.05 | 2.52 | 1.51 |        |      |

## Resultados
En las elecciones caracterizadas por una participación sustancialmente más baja que antes, Homeland Union obtuvo 70 escaños.[2] El Partido Demócrata Cristiano de Lituania terminó en segundo lugar distante con 16 escaños. El gobernante LDDP obtuvo solo 12 escaños, frente a los 73 de las elecciones anteriores.
| Partido | Partido                                              | Partido                                              | Proporcional | Proporcional | Proporcional | Circunscripción | Circunscripción | Circunscripción | Circunscripción | Circunscripción | Circunscripción | Total | +/-   |
| Partido | Partido                                              | Partido                                              | Proporcional | Proporcional | Proporcional | Primera vuelta  | Primera vuelta  | Primera vuelta  | Segunda vuelta  | Segunda vuelta  | Segunda vuelta  | Total | +/-   |
| Partido | Partido                                              | Partido                                              | Votos        | %            | Escaños      | Votos           | %               | Escaños         | Votos           | %               | Escaños         | Total | +/-   |
| --- | ---------------------------------------------------- | ---------------------------------------------------- | ------------ | ------------ | ------------ | --------------- | --------------- | --------------- | --------------- | --------------- | --------------- | ----- | ----- |
| | Unión de la Patria - Conservadores Lituanos (TS-LKD) | Unión de la Patria - Conservadores Lituanos (TS-LKD) | 409,585      | 31.34        | 33           | 376,081         | 3.24            | 2               | 407,645         | 1.24            | 35              | 70    | Nuevo |
| | Partido Demócrata Cristiano de Lituania (LKDP)       | Partido Demócrata Cristiano de Lituania (LKDP)       | 136,259      | 10.43        | 11           | 173,761         | 0.03            | 0               | 138,309         | –               | 5               | 16    | +6    |
| | Partido Democrático Laborista de Lituania (LDDP)     | Partido Democrático Laborista de Lituania (LDDP)     | 130,837      | 10.01        | 10           | 146,006         | 34.98           | 8               | 105,103         | 43.96           | 2               | 12    | -54   |
| | Unión del Centro de Lituania (LCS)                   | Unión del Centro de Lituania (LCS)                   | 113,333      | 8.67         | 9            | 89,452          | 2.49            | 0               | 52,878          | 1.52            | 4               | 13    | +11   |
| | Partido Socialdemócrata (LSDP)                       | Partido Socialdemócrata (LSDP)                       | 90,756       | 6.94         | 7            | 95,499          | 9.05            | 0               | 51 487          | 3.86            | 5               | 12    | +4    |
| | Partido 'Lituania Joven'                             | Partido 'Lituania Joven'                             | 52,423       | 4.01         | 0            | 22,052          | 1.68            | –               | 13,845          | 1.44            | 1               | 1     |       |
| | Partido de Mujeres de Lituania                       | Partido de Mujeres de Lituania                       |              |              | 0            | 48 120          | 2.62            | 0               | –               | –               | –               | 1     |       |
| | Unión de Demócratas Cristianos                       | Unión de Demócratas Cristianos                       |              |              | 0            | 11 616          | 0.63            | 0               | –               | –               | –               | 0     |       |
| | Acción Electoral de Polacos en Lituania              | Acción Electoral de Polacos en Lituania              |              |              | 0            | 41 223          | 2.24            | 0               | 9 816           | 0.74            | 0               | 0     |       |
| | Alianza de Minorías Nacionales Lituanas              | Alianza de Minorías Nacionales Lituanas              |              |              | 0            | 5 013           | 0.27            | 0               | –               | –               | –               | 0     |       |
| |                                                      | Unión Nacional Lituana (LTS)                         | 36,916       | 1.99         | 0            | 80,808          | 4.40            | 0               | 67,821          | 4.91            | 3               | 3     |       |
| | Partido Democrático de Lituania (LDP)                | 0                                                    | 36,916       | 1.99         | 14,354       | 0.79            | 0               | 19,355          | 1.62            | 1               | 1               |       |       |
| Por una Lituania Unida                                                                                          | Por una Lituania Unida                               | 36 916                                               | 1.99         | 0            | 95 228       | 5.19            | 0               | 87 176          | 6.53            | 4               | 4               |       |       |
| | Unión de la Libertad                                 | Unión de la Libertad                                 | 7 760        | 0.42         | 0            | 5 752           | 0.31            | 0               | –               | –               | –               | 0     |       |
| | Mancomunidad Lituana                                 | Mancomunidad Lituana                                 | 4 159        | 0.22         | 0            | 7 996           | 0.44            | 0               | 5 770           | 0.43            | 0               | 0     |       |
| | Partido Verde                                        | Partido Verde                                        | –            | –            | –            | 6 651           | 0.36            | 0               | 9 329           | 0.70            | 0               | 0     |       |
| | Asamblea Consultiva Lituana                          | Asamblea Consultiva Lituana                          | –            | –            | –            | 5 175           | 0.28            | 0               | –               | –               | –               | 0     |       |
| | Movimiento Templanza                                 | Movimiento Templanza                                 | –            | –            | –            | 970             | 0.05            | 0               | –               | –               | –               | 0     |       |
| | Independientes                                       | Independientes                                       | –            | –            | –            | 74 004          | 4.03            | 0               | 30 432          | 2.28            | 1               | 1     |       |
| |                                                      |                                                      |              |              |              |                 |                 |                 |                 |                 |                 |       |       |
| Votos válidos                                                                                                   | Votos válidos                                        | Votos válidos                                        | 1,858,574    | 96.91        | –            |                 | 95.72           | –               |                 | 97.17           | –               | –     |       |
| Votos en blanco/nulos                                                                                           | Votos en blanco/nulos                                | Votos en blanco/nulos                                | 59,453       | 3.09         | –            | 81 581          | 4.28            | –               | 39,156          | 2.83            | –               | –     |       |
| Total | Total                                                | Total                                                | 1,374,673    | 100.00       | 70           | 1,374,673       | 100.00          |                 | 961,384         | 100.00          | 61              | 141   |       |
| Registrados/Participación                                                                                       | Registrados/Participación                            | Registrados/Participación                            | 2,597,530    | 59.92        | –            | 2,577,882       | 53.33           | –               | 2,540,459       | 61.16           | –               | –     |       |
| Fuente: Nohlen & Stöver, Base de datos de Elección europea Archivado el 10 de marzo de 2019 en Wayback Machine. |                                                      |                                                      |              |              |              |                 |                 |                 |                 |                 |                 |       |       |